# Ван Эйк, Якоб

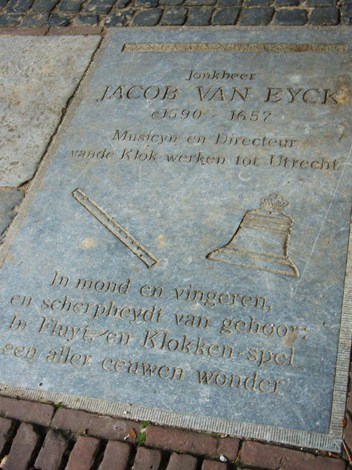
Ван Эйк, Якоб

Якоб ван Эйк (нидерл. Jacob van Eyck; около 1590, предположительно Хёсден — 26 марта 1657, Утрехт) — нидерландский композитор, исполнитель на блокфлейте и карильоне. Известен вариациями.
Происходил из дворянского рода. Был слеп от рождения. В родном городе выучился колокольному звону. В 1623 г. впервые посетил Утрехт как звонарь, в 1625 г. занял место штатного карильониста Утрехтского кафедрального собора, а с 1628 г. был колокольным мастером Утрехта, неся ответственность за колокола всех городских соборов и ратуши.
Помимо этого ван Эйк был виртуозом блокфлейты. Его композиции для этого инструмента, по всей видимости записанные каким-то ассистентом, составили сборник «Флейтовый Сад наслаждений» (нидерл. Der Fluyten Lust-hof), включающий два тома, содержащие в общей сложности около 150 пьес; при жизни автора первый том издавался в 1644, 1649 и 1656 гг., второй — в 1646 и 1654 гг. Пьесы сборника представляют собой обработки псалмов, народных песен и танцев и другой популярной в XVII веке музыки.